# Župnija Vojnik

## Zgodovina
Kaže, da je na teritoriju nekdaj velike župnije Nova Cerkev v srednjem veku nastal zgolj en sam vikariat, in sicer pri cerkvi sv. Jerneja v Vojniku. Ta je z istoimenskim gradom (Hoheneck, Hochenegg) tvoril otok sredi ozemlja krške škofije, ki ga je Ema Krška zaradi pomembne strateške lege na prometni povezavi med Savinjsko dolino in Podravinjem iz svojega volila izločila. Leta 1306 se v Vojniku omenja kaplan, drugih podatkov iz srednjega veka pa ni. Tako je prva omemba tamkajšnjega vikariata šele v vizitacijskem zapisniku iz let 1544/45. Vojniška cerkev je sicer zapisana kot podružnica, vendar je dodano, da je inkorporirana župnijski cerkvi sv. Leonarda ter v prezentaciji in konfirmaciji strassburškega kapitlja. Župnija v Novi Cerkvi takrat ni bila kapiteljska zgolj v polnih pravicah, s prezentacijo in konfirmacijo, ampak tudi z odvetništvom.
Vojniški vikariat je torej bil podrejen župniji Nova Cerkev, z odvetništvom pa se razkriva njegova pripadnost vojniškemu gospostvu z gradom, ki pa je po izumrtju vojniških plemičev leta 1241 pripadel deželnemu knezu.
Ko je leta 1751 je papež Benedikt XIV., tudi na pritisk dunajskega dvora, oglejski patriarhat ukinil, je za ozemlje patriarhata pod habsburško vladavino (tj. za večino slovenskega prostora do reke Drave na severu) naslednje leto ustanovil Goriško škofijo, za ozemlje beneške republike v Furlaniji pa Videmsko škofijo.
Po začasni ukinitvi Goriške nadškofije (1787), po preureditvi škofijskih meja, v času vladanja cesarja Jožefa II., so bile v procesu preoblikovanja, v letih 1787–1789, župnije velikovškega okrožja na Koroškem in celjskega okrožja na Štajerskem, med njimi tudi župnija Vojnik, priključene k tedanjim zgolj osmim župnijam Lavantinske škofije. 
Ker je sedež Lavantinske škofije še naprej ostal v oddaljenem Šentandražu, so se kmalu nadaljevala prizadevanja za selitev škofijskega sedeža in preoblikovanje škofijskih meja, do česar je prišlo šele v času škofovanja blaženega Antona Martina Slomška, ki je uspel, da se je lahko 4. septembra 1859 sedež škofije preselil v Maribor in da so se na novo določile meje mariborske, zgolj naslovno še lavantinske škofije.

### Novejši zgodovinski dogodki, povezani z župnijo
Župnija Vojnik je rimskokatoliška teritorialna župnija dekanije Celje - Nova Cerkev škofije Celje.
Z odlokom Mariborske škofije z dne 20. julija 1975 je bila na delu župnije ustanovljena Župnija Ljubečna.
Do 7. aprila 2006, ko je bila ustanovljena škofija Celje, je bila župnija del celjskega naddekanata škofije Maribor. Do reorganizacije nadekanatov in dekanij Škofije Celje dne 1. septembra 2021, je bila župnija sestavni del Dekanije Celje.

## Sakralni objekti
|    | slika                     | cerkev                          | kraj / naselje     |
| -- | ------------------------- | ------------------------------- | ------------------ |
| 1. | Klikni za spremembo slike | sv. Jernej župnijska cerkev     | Vojnik             |
| 2. | Klikni za spremembo slike | sv. Florijan podružnica         | Vojnik             |
| 3. | Klikni za spremembo slike | sv. Tomaž podružnica            | Tomaž nad Vojnikom |
| 4. | Klikni za spremembo slike | Marija sedem žalosti podružnica | Vojnik             |